# Dunedin Railway Station

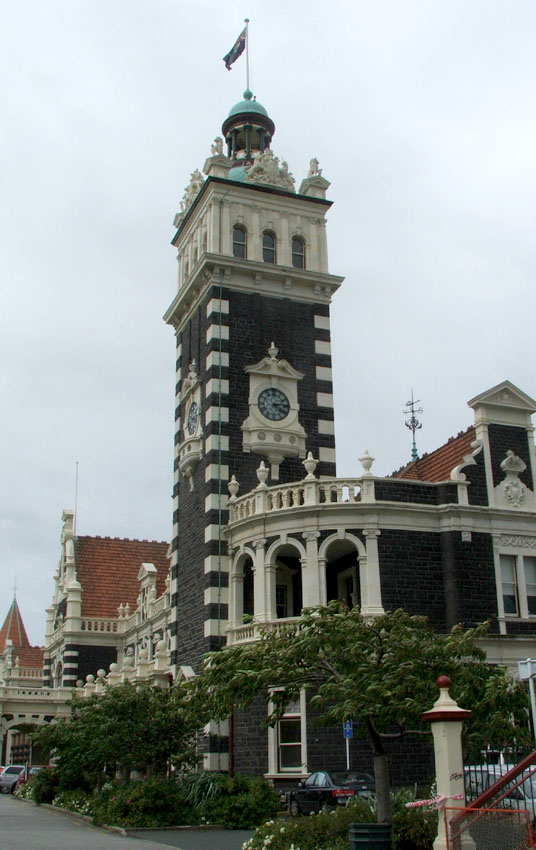
Het station van Dunedin

Het station van Dunedin (Nieuw-Zeeland) werd ontworpen door George Troup in Vlaamse-renaissance stijl. Door het ontwerp kreeg hij de bijnaam Gingerbread George, ofwel Peter Peperkoek. Het station werd in 1906 geopend door de premier van het land.
In 1956 vond een restauratie van het gebouw plaats. De vloer van de hal was verzakt en werd vervangen door een betonnen vloer waarop de originele mozaïeken werden nagemaakt. Ook de klokkentoren werd gerestaureerd.
Boven de vertrekhal is een tentoonstellingsruimte over de Nieuw-Zeelandse prestaties op het gebied van sport.